# Марциана от Мавретания
Марциана от Мавретания е родена в Мавретания (територията на днешен Алжир ) – светица на Римокатолическата църква, девица, мъченица.

## Агиография
Свещеното предание показва, че Марциана е девица, която живее в римската провинция Мавретания. По време на преследването на християните при управлението на римския император Диоклециан, светицата е обвинена в счупване на статуя на езическата богиня Диана и хвърлена в амфитеатъра, за да бъде разкъсана от животни.
Тя е почетена в католическата църква с празник, на който се почита паметта ѝ – 7 януари .
В чест на светицата има химн в мосарабския обред .